# Berthold I van Tirol
Berthold I van Tirol (overleden op 7 maart 1180) was van 1165 tot aan zijn dood graaf van Tirol. Hij behoorde tot het huis Tirol.

## Levensloop
Berthold I was de tweede zoon van graaf Albert II van Tirol en diens echtgenote Adelheid, dochter van graaf Berthold I van Dießen-Andechs.
De graven van Tirol waren in staat om hun autonomie in Beieren te versterken nadat de Welfse hertog Hendrik de Trotse in 1139 door Rooms-Duits koning Koenraad III werd afgezet. Rond 1165 volgde Berthold I zijn oudere broer Albert III op als graaf van Tirol, een functie die hij bleef uitoefenen tot aan zijn dood in 1180. 

## Huwelijk en nakomelingen
Berthold I was gehuwd met zijn nicht Agnes (1149-1207), een dochter van graaf Otto I van Ortenburg. Ze kregen twee zonen:
- Berthold II (overleden in 1181), graaf van Tirol
- Hendrik I (overleden in 1190), graaf van Tirol